# Alfons Loewe

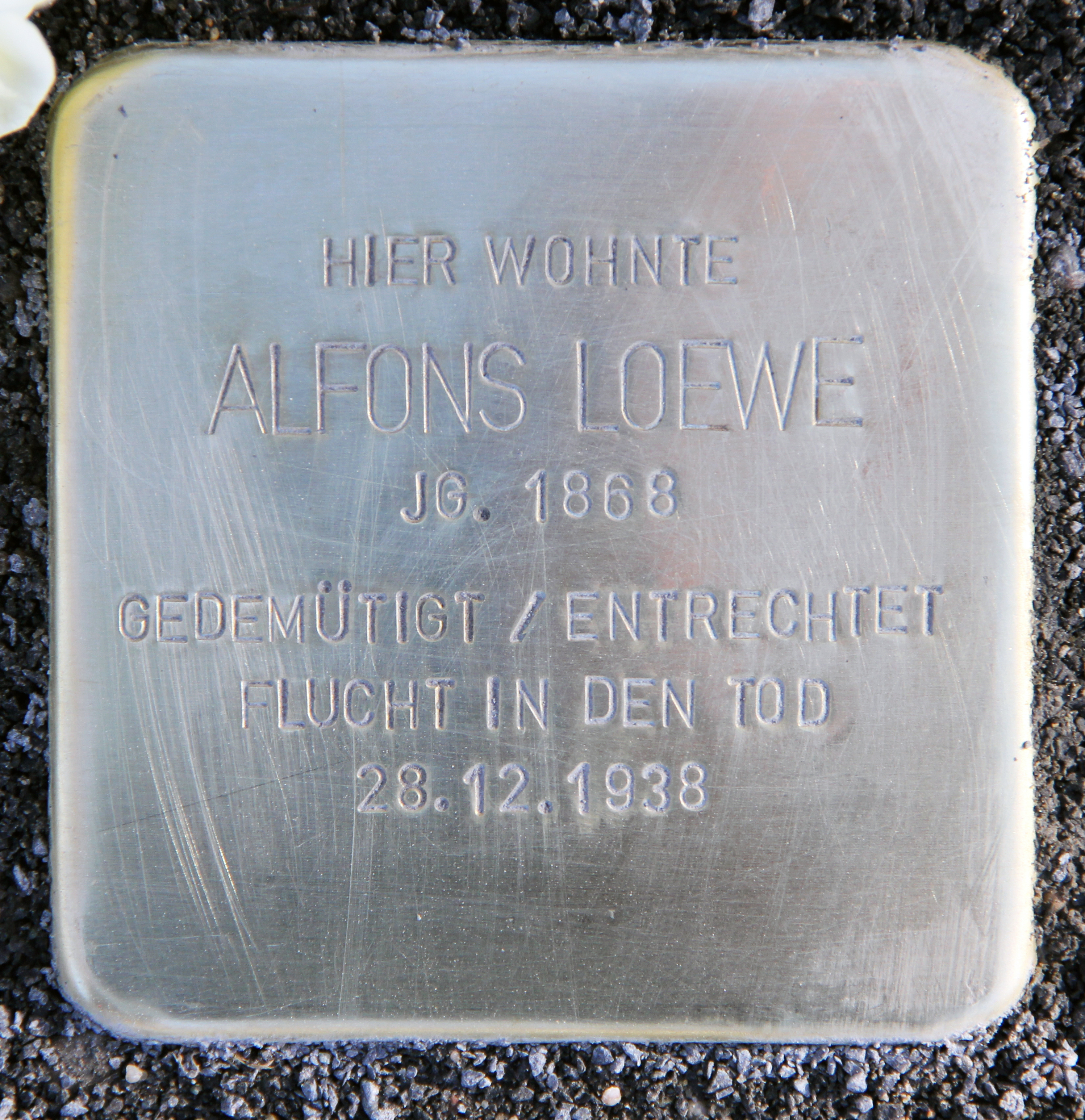
Stolperstein am Haus, Fürstenweg 2, in Berlin-Hakenfelde

Alfons Loewe (* 30. Dezember 1868 in Rogasen; † 28. Dezember 1938 in Berlin) war ein deutscher Rechtsanwalt und Notar.

## Leben
Loewe erhielt 1896 seine Zulassung als Rechtsanwalt, ließ sich als junger Anwalt in der Stadt Spandau (ab 1920 Berlin-Spandau) nieder und hatte seine Praxis direkt am Spandauer Markt im Haus der Adler-Apotheke.
Dort wirkte er bis Oktober 1937 als Rechtsanwalt und später auch als Notar in Berlin-Spandau. Unter anderem betreute er die Emigration der jüdischen Kaufhausbesitzer-Familie Sternberg und war anwaltlich für den letzten Gemeindevorsteher, Louis Salomon, tätig. Wegen seiner Verdienste wurde er zum Justizrat ernannt. 1933 wurde ihm von den Nationalsozialisten das Notariat entzogen. Bis zur Aberkennung seiner Zulassung durch den Reichsminister der Justiz im Oktober 1938 versuchte er noch ein Jahr die Praxis eines ausgewanderten jüdischen Rechtsanwalts in Charlottenburg zu führen. Er wählte den Freitod durch Schlafmittelvergiftung in seiner Charlottenburger Wohnung in der Meinekestraße 21.
Loewe war seit 1918 mit Henriette Auguste Katharina Diedrich, Tochter eines evangelischen Rittergutsbesitzers aus Magdeburg, verheiratet.
Zu seinen Ehren wurde am 1. Februar 1999 eine Straße in Berlin-Spandau (zuvor Straße 342 in Weststaaken) nach ihm benannt. Am 27. Oktober 1999 wurde in diesem Zusammenhang eine offizielle Feierstunde veranstaltet. Es nahmen unter anderem der Vorsitzende der Jüdischen Gemeinde zu Berlin, Andreas Nachama, Spandaus Bürgermeister Konrad Birkholz und Baustadtrat Thomas Scheunemann teil.
Am 10. Februar 2016 wurde vor seinem ehemaligen Wohnort, Berlin-Hakenfelde, Fürstenweg 2, ein Stolperstein verlegt.